# Robert Kirss
Robert Kirss (Pärnu, 3 de septiembre de 1994) es un futbolista estonio que juega en la demarcación de delantero para el Sandecja Nowy Sącz de la II Liga.

## Selección nacional
Tras jugar en la selección de fútbol sub-21 de Estonia y en la sub-23, finalmente hizo su debut con la selección absoluta el 11 de enero de 2019 en un encuentro amistoso contra Finlandia que finalizó con un resultado de 2-1 a favor del combinado estonio tras los goles de Gert Kams y Henri Anier para Estonia, y de Rasmus Karjalainen para Finlandia.

## Clubes
| Club                         | País    | Año       | Partidos | Goles |
| ---------------------------- | ------- | --------- | -------- | ----- |
| JK Vaprus Pärnu              | Estonia | 2012      | 27       | 0     |
| Pärnu Linnameeskond          | Estonia | 2013-2014 | 64       | 17    |
| JK Nõmme Kalju II            | Estonia | 2014-2017 | 8        | 7     |
| JK Nõmme Kalju               | Estonia | 2014-2017 | 35       | 7     |
| Pärnu Linnameeskond (cedido) | Estonia | 2017      | 35       | 6     |
| JK Nõmme Kalju II            | Estonia | 2014-2017 | 17       | 7     |
| JK Nõmme Kalju               | Estonia | 2014-2017 | 125      | 24    |
| FCI Levadia Tallinn          | Estonia | 2018-2020 | 91       | 33    |
| Sandecja Nowy Sącz           | Polonia | 2023-     | 9        | 0     |